# Historia postal de Afganistán
La historia postal de Afganistán abarca el desarrollo de los servicios postales en Afganistán durante los períodos de lucha por la independencia y las entidades estatales soberanas afganas, incluida la República Democrática de Afganistán y el Estado Islámico que la sucedió. El país emite sus propios sellos postales desde 1871 y se caracterizan por inscripciones afganas (en alfabeto árabe) y números arábigos. Afganistán es miembro de la Unión Postal Universal desde 1928.

## Historia

### Sellos del Emirato de Afganistán
Los primeros sellos aparecieron en 1871, en el entonces Emirato de Afganistán. Se caracterizaban por ser impresos de forma redondeada sobre papel cuadrado, no tenía perforaciones y presentaban una tosca cabeza de león, rodeada de escritura árabe, que especificaba una de tres denominaciones. El león, sher, representaba al jefe de estado, Sher Ali Khan. Muchos catálogos y coleccionistas de mediados del siglo XX, se referían incorrectamente a estos ejemplares como «cabezas de tigre». Su cancelación se efectuaba cortando o arrancando un trozo del sello. La cancelación por matasellos no se introdujo sino hasta 1891. A partir de 1876, los sellos se imprimieron en diferentes colores, cada color correspondiente a una de las principales oficinas de correos en la ruta Peshawar-Kabul-Kholm.
| Valor nominal   | 1 shahi        | ½ rupia afgana | 1 sanar        |
| --------------- | -------------- | -------------- | -------------- |
| Imagen          |                |                |                |
| Scott           | 2              | 27             | 40             |
| Stanley Gibbons | 5-6            | 35             |                |
| Año             | 1871           | 1876           | 1876           |
| Color           | Negro          | Violeta        | Verde          |
| Descripción     | Cabeza de león | Cabeza de león | Cabeza de león |

La derrota de Sher Ali a manos de los británicos llevó al trono a Abdur Rahman Khan en 1880, y al año siguiente surgieron nuevas estampillas, aún redondas, pero con inscripciones en el centro en lugar de la cabeza de león. La época de los diseños redondos llegó a su fin en 1891 con las emisiones rectangulares para el Reino de Afganistán. Los tres diseños estaban compuestos íntegramente por escritura árabe y se imprimieron en color azul pizarra. La emisión de 1892 presentó el sello nacional, compuesto por una puerta de mezquita y cañones cruzados; se imprimió en negro sobre papel de color. Se utilizaron al menos diez colores de papel, y también hay muchos matices, aunque todos los colores tenían el mismo valor.
| Valor nominal   | 1 abasí                     | 1 abasí                   | 1 abasí                 | 1 abasí               | 1 abasí                  |
| --------------- | --------------------------- | ------------------------- | ----------------------- | --------------------- | ------------------------ |
| Imagen          |                             |                           |                         |                       |                          |
| Scott           | 181                         | 182                       | 183                     | 185                   | 187                      |
| Stanley Gibbons | 151                         | 150                       | 148                     | 152                   | 149a                     |
| Año             | 1892-1893                   | 1892-1893                 | 1892-1893               | 1892-1893             | 1892-1893                |
| Color           | Negro (en papel anaranjado) | Negro (en papel amarillo) | Negro (en papel rosado) | Negro (en papel azul) | Negro (en papel magenta) |
| Descripción     | Sello nacional              | Sello nacional            | Sello nacional          | Sello nacional        | Sello nacional           |

En 1898 se imprimieron otras versiones de este diseño en diversos papeles de color, sin embargo, estas ediciones no se emitieron regularmente.
| Valor nominal   | 2 abasíes               | 2 abasíes             | 2 abasíes                 | 2 abasíes               | 2 abasíes              | 2 abasíes                | 2 abasíes             |
| --------------- | ----------------------- | --------------------- | ------------------------- | ----------------------- | ---------------------- | ------------------------ | --------------------- |
| Imagen          |                         |                       |                           |                         |                        |                          |                       |
| Scott           | 191                     | 192                   | 193                       | 193A                    | 194                    | 195                      | 195A                  |
| Stanley Gibbons |                         |                       |                           |                         |                        |                          |                       |
| Color           | Negro (en papel rosado) | Negro (en papel lila) | Negro (en papel amarillo) | Negro (en papel salmón) | Negro (en papel verde) | Negro (en papel púrpura) | Negro (en papel azul) |
| Año             | 1898                    | 1898                  | 1898                      | 1898                    | 1898                   | 1898                     | 1898                  |
| Descripción     | Sello nacional          | Sello nacional        | Sello nacional            | Sello nacional          | Sello nacional         | Sello nacional           | Sello nacional        |

En 1907 se emitieron los primeros sellos dentados, junto con variedades sin dentar, que representaban una mezquita completa con diversa ornamentación circundante. En la emisión de 1909, la mezquita se exhibió dentro de un patrón de estrella de ocho puntas.
| Valor nominal | 1 abasí          | 2 abasíes        | 1 rupia afgana   | 1 abasí                                  | 2 abasíes                                |
| ------------- | ---------------- | ---------------- | ---------------- | ---------------------------------------- | ---------------------------------------- |
| Imagen        |                  |                  |                  |                                          |                                          |
| Scott         | 200              | 203              | 204              | 205                                      | 208                                      |
| Color         | Verde            | Azul             | Azul verdoso     | Azul                                     | Verde olivo                              |
| Descripción   | Emblema nacional | Emblema nacional | Emblema nacional | Emblema nacional en estrella de 8 puntas | Emblema nacional en estrella de 8 puntas |

El 8 de agosto de 1919, el Reino Unido reconoció la independencia de Afganistán mediante la firma del Tratado de Rawalpindi. La primera estampilla emitida tras la independencia apareció el 24 de agosto de 1920, con un diseño que presentaba la estrella real del rey Amanulá. Las tres denominaciones también fueron las primeras en utilizar la escritura latina para los números, además de la árabe. Estos ejemplares fueron los primeros sellos conmemorativos afganos, en honor del primer aniversario de la independencia del Estado.
| Valor nominal | 10 paisas                | 20 paisas                | 30 paisas                |
| ------------- | ------------------------ | ------------------------ | ------------------------ |
| Imagen        |                          |                          |                          |
| Scott         | 214                      | 215                      | 216                      |
| Color         | Rojo                     | Rojo oscuro              | Verde                    |
| Descripción   | Estrella del rey Amanulá | Estrella del rey Amanulá | Estrella del rey Amanulá |

A partir de 1924, cada año se emitió al menos un sello en febrero para conmemorar la independencia, costumbre que se mantuvo estable y con pocas omisiones, hasta la década de los sesenta.
| Valor nominal | 10 paisas                                 | 10 paisas                                 | 15 ؋ puls                                 |
| ------------- | ----------------------------------------- | ----------------------------------------- | ----------------------------------------- |
| Imagen        |                                           |                                           |                                           |
| Scott         | 222                                       | 225                                       | 236                                       |
| Color         | Chocolate                                 | Morado                                    | Rosado oscuro                             |
| Descripción   | Conmemoración de la independencia en 1924 | Conmemoración de la independencia en 1927 | Conmemoración de la independencia en 1928 |

### Sellos del Reino de Afganistán
El Reino de Afganistán fue establecido por el emir Dost Mohammed Khan en 1826. Dos años después –en 1928– Afganistán se unió a la Unión Postal Universal; anteriormente, el correo internacional requería sellos de la India británica. En 1927, aparecieron las primeras letras romanas en un sello afgano, con la inscripción «AFGHAN POSTAGE». Esta cambió a la francesa «POSTES AFGHANES» o «POSTES AFGHANISTAN» en 1928, y se mantuvo así (con algunas variaciones, como en la emisión de 1939) hasta 1989. En esta etapa los sellos fueron cancelados con matasellos en casi todo el país. Se sabe que en los años 1939-1941 la cancelación con pluma sólo podía realizarse en pequeñas oficinas de correos debido a la falta de sellos propios.
| Inscripción   | «AFGHAN POSTAGE» | «AFGHAN POSTAGE» | «POSTES AFGHANES» | «POSTES AFGHANES» | «POSTES AFGHANES» |
| ------------- | ---------------- | ---------------- | ----------------- | ----------------- | ----------------- |
| Valor nominal | 15 puls          | 60 puls          | 10 puls           | 25 puls           | 50 puls           |
| Imagen        |                  |                  |                   |                   |                   |
| Scott         | 227 - A34        | 229 - A36        | 239 - A39         | 241 - A40         | 245 - A42         |
| Color         | Rosado           | Turquesa         | Verde             | Rosado oscuro     | Rojo              |
| Descripción   | Emblema nacional | Emblema nacional | Emblema nacional  | Emblema nacional  | Emblema nacional  |

Los sellos afganos de la década de 1930 son bastante sencillos, estaban impresos en su mayoría de forma tipográfica y con grandes espacios en blanco en el diseño. No obstante, se distinguieron por presentar monumentos nacionales y sitios arqueológicos como los Budas de Bāmiyān, las antiguas ruinas de Balj o la ciudadela de Bala Hissar (Kabul).
Las estampillas de la década de los años cuarenta tuvieron las mismas características que las de los treinta, varias de ellas muestran retratos del rey Mohamed Zahir Shah (1933-1973). La serie de 1951 fue finamente grabada por la firma inglesa Waterlow and Sons, siendo la primera serie afgana impresa en el extranjero.
En la década de 1960, apareció una gran cantidad de sellos afganos. Debido a que la Autoridad Postal Afgana emitía algunos sellos con un franqueo muy inferior al mínimo, se consideró que se trataba de una estrategia para lucrarse con los coleccionistas filatélicos. Las emisiones a partir de 1960 no son especialmente destacables desde el punto de vista filatélico; esto se debió al hecho de que entre 1961 y 1964 los sellos de Afganistán fueron impresos por una agencia filatélica estadounidense. Como resultado, más de 400 sellos y 50 bloques, tanto perforados como no perforados, fueron lanzados al mercado filatélico. En 1964 se rescindió el contrato con esta agencia.

### Sellos de la República Democrática de Afganistán
Tras el corto periodo de existencia de la República de Afganistán (1973-1978), se proclamó la República democrática de corte socialista. Durante la vigencia de este régimen, se emitieron estampillas dedicadas a diversos acontecimientos de ese país y propaganda del gobierno. Así pues, se imprimieron sellos sobre la reforma agraria, la liberación femenina (Scott #956) y el aniversario de la revolución democrática nacional. También circularon sellos conmemorativos por el Día Internacional de la Mujer (Scott #970), los XXII Juegos Olímpicos de Moscú, y el 110.º aniversario del nacimiento de Vladimir Lenin (Scott #973).
La guerra civil en Afganistán a finales de la década de 1980 y principios de la de 1990 provocó el cese de la producción de sellos postales. Los servicios de la Autoridad Postal de Afganistán se reanudaron cuando el régimen Talibán fue derrocado. En 2002, el primer tema en aparecer después de esta interrupción forzada, mostró a Ahmad Shah Masoud, un general y héroe nacional, quién defendió a Afganistán contra la Unión Soviética durante los ochenta y más tarde dirigió un movimiento de resistencia contra los talibanes (Scott #1384).